# Andy Beckwith
Andy Beckwith är en brittisk skådespelare.

## Filmografi
- 2000 – Snatch - Erroll
- 2001 – Armadillo
- 2002 – Bury It
- 2002 – Bollywood Queen
- 2002 – The Bill (TV-serie) (3 avsnitt)
- 2003 – EastEnders (TV-serie) (3 avsnitt)
- 2005 – Hell to Pay
- 2006 – Pirates of the Caribbean: Död mans kista - Clanker
- 2007 – Pirates of the Caribbean: Vid världens ände - Clanker
- 2008 – Brottet och straffet (TV-serie) (1 avsnitt)
- 2010 – Whitechapel (TV-serie) (2 avsnitt)
- 2012 – Les Misérables
- 2012–2014 – Game of Thrones (TV-serie) (4 avsnitt)